# 1046 هـ
1046 هـ هي سنة في التقويم الهجري امتدت مقابلةً في التقويم الميلادي بين سنتي 1636 و1637.

## أحداث
- 1 ربيع الآخر - الإيرانيون ينتصرون على العثمانيين في معركة مهران، وقد قتل في هذه المعركة الوزير العثماني كجك أحمد باشا، وقد أعاد الإيرانيون جثمانه إلى العثمانيين نظرا لشجاعته في القتال.
- وقعت مجاعة وادي ضمد ذهب ضحيتها ألفان من أهل بلدة الشقيري.

## وفيات
- محمد بن أبي بكر الدلائي، شيخ الزاوية الدلائية.